# Finales de la Copa Billie Jean King 2024
Las Finales de la Copa Billie Jean King 2024 fue un torneo de selecciones femeninas de tenis que se disputó del 13 al 20 de noviembre de 2024 en Málaga (España), en pista dura cubierta.
Las eliminatorias se disputan en un formato al mejor de tres partidos y se juegan en un día. Hay dos partidos individuales seguidos de un dobles. La final cuenta con 12 equipos que compiten en un formato de eliminatorias, que reemplazó a la fase de grupos.
Canadá fue la actual defensora del título.

## Equipos
12 naciones participan en la Fase Final, anteriormente conocida como Grupo Mundial. La calificación es la siguiente:
- 2 finalista de la edición anterior (Canadá e Italia)
- 1 nación anfitriona
- 1 nación invitada o wild card
- 8 ganadoras de la fase clasificatoria en abril de 2024.

| Alemania     | Australia | Canadá | Eslovaquia | España          | Estados Unidos |
| Gran Bretaña | Italia    | Japón  | Polonia    | República Checa | Rumanía        |
| ------------ | --------- | ------ | ---------- | --------------- | -------------- |

### Cabezas de serie
1. Canadá
2. República Checa
3. Italia
4. Australia

### Cuadro
|  | Primera ronda         | Primera ronda         | Primera ronda         |                 |              | Cuartos de final     | Cuartos de final     | Cuartos de final     |  |  | Semifinales | Semifinales | Semifinales |  |  | Final | Final | Final |
|  | 13 al 15 de noviembre | 13 al 15 de noviembre | 13 al 15 de noviembre |                 |              | 16 y 17 de noviembre | 16 y 17 de noviembre | 16 y 17 de noviembre |  |  |             |             |             |  |  |       |       |       |
|  |                       |                       |                       |                 |              |                      |                      |                      |  |  |             |             |             |  |  |       |       |       |
|  |                       |                       |                       |                 |              |                      |                      |                      |  |  |             |             |             |  |  |       |       |       |
|  |                       |                       |                       |                 |              |                      |                      |                      |  |  |             |             |             |  |  |       |       |       |
|  |                       |                       |                       |                 |              |                      |                      |                      |  |  |             |             |             |  |  |       |       |       |
|  |                       |                       |                       |                 |              |                      |                      |                      |  |  |             |             |             |  |  |       |       |       |
|  |                       | Alemania              | 0                     |                 |              |                      |                      |                      |  |  |             |             |             |  |  |       |       |       |
|  | 1                     | Alemania              | 0                     | Canadá          | 0            |                      |                      |                      |  |  |             |             |             |  |  |       |       |       |
|  | 1                     |                       | Gran Bretaña          | Canadá          | 0            | 2                    |                      |                      |  |  |             |             |             |  |  |       |       |       |
|  |                       | Gran Bretaña          | Gran Bretaña          | 2               |              | 2                    |                      |                      |  |  |             |             |             |  |  |       |       |       |
|  |                       |                       |                       | 2               |              |                      |                      |                      |  |  |             |             |             |  |  |       |       |       |
|  |                       |                       |                       |                 |              |                      |                      |                      |  |  |             |             |             |  |  |       |       |       |
|  |                       |                       |                       |                 | Gran Bretaña | 1                    |                      |                      |  |  |             |             |             |  |  |       |       |       |
|  |                       |                       |                       |                 | Gran Bretaña | 1                    |                      |                      |  |  |             |             |             |  |  |       |       |       |
|  |                       |                       | Eslovaquia            | 2               |              |                      |                      |                      |  |  |             |             |             |  |  |       |       |       |
|  |                       |                       | Eslovaquia            | 2               |              |                      |                      |                      |  |  |             |             |             |  |  |       |       |       |
|  |                       | Eslovaquia            | 2                     |                 |              |                      |                      |                      |  |  |             |             |             |  |  |       |       |       |
|  | 4                     | Eslovaquia            | 2                     | Australia       | 0            |                      |                      |                      |  |  |             |             |             |  |  |       |       |       |
|  | 4                     |                       | Estados Unidos        | Australia       | 0            | 1                    |                      |                      |  |  |             |             |             |  |  |       |       |       |
|  |                       | Eslovaquia            | Estados Unidos        | 2               |              | 1                    |                      |                      |  |  |             |             |             |  |  |       |       |       |
|  |                       |                       |                       | 2               |              |                      |                      |                      |  |  |             |             |             |  |  |       |       |       |
|  |                       |                       |                       |                 |              |                      |                      |                      |  |  |             |             |             |  |  |       |       |       |
|  |                       |                       |                       |                 | Eslovaquia   | 0                    |                      |                      |  |  |             |             |             |  |  |       |       |       |
|  |                       |                       |                       |                 | Eslovaquia   | 0                    |                      |                      |  |  |             |             |             |  |  |       |       |       |
|  |                       | 3                     | Italia                | 2               |              |                      |                      |                      |  |  |             |             |             |  |  |       |       |       |
|  |                       | 3                     | Italia                | 2               |              |                      |                      |                      |  |  |             |             |             |  |  |       |       |       |
|  |                       | España                | 0                     |                 |              |                      |                      |                      |  |  |             |             |             |  |  |       |       |       |
|  | 2                     | España                | 0                     | República Checa | 1            |                      |                      |                      |  |  |             |             |             |  |  |       |       |       |
|  | 2                     |                       | Polonia               | República Checa | 1            | 2                    |                      |                      |  |  |             |             |             |  |  |       |       |       |
|  |                       | Polonia               | Polonia               | 2               |              | 2                    |                      |                      |  |  |             |             |             |  |  |       |       |       |
|  |                       |                       |                       | 2               |              |                      |                      |                      |  |  |             |             |             |  |  |       |       |       |
|  |                       |                       |                       |                 |              |                      |                      |                      |  |  |             |             |             |  |  |       |       |       |
|  |                       |                       |                       |                 | Polonia      | 1                    |                      |                      |  |  |             |             |             |  |  |       |       |       |
|  |                       |                       |                       |                 | Polonia      | 1                    |                      |                      |  |  |             |             |             |  |  |       |       |       |
|  |                       | 3                     | Italia                | 2               |              |                      |                      |                      |  |  |             |             |             |  |  |       |       |       |
|  |                       | 3                     | Italia                | 2               |              |                      |                      |                      |  |  |             |             |             |  |  |       |       |       |
|  |                       | Japón                 | 2                     |                 |              |                      |                      |                      |  |  |             |             |             |  |  |       |       |       |
|  | 3                     | Japón                 | 2                     | Italia          | 2            |                      |                      |                      |  |  |             |             |             |  |  |       |       |       |
|  | 3                     |                       | Rumanía               | Italia          | 2            | 1                    |                      |                      |  |  |             |             |             |  |  |       |       |       |
|  |                       | Japón                 | Rumanía               | 1               |              | 1                    |                      |                      |  |  |             |             |             |  |  |       |       |       |
|  |                       |                       |                       | 1               |              |                      |                      |                      |  |  |             |             |             |  |  |       |       |       |

## Partidos

### Primera ronda

#### Alemania vs. Gran Bretaña
| | Bandera de Alemania                | Alemania | 0 | 2 | Gran Bretaña | Bandera del Reino Unido |
| --- | ---------------------------------- | -------- | - | - | ------------ | ----------------------- |
| Martin Carpena Arena, Málaga, España 15 de noviembre de 2024 Dura (bajo techo) |                                    |          |   |   |              |                         |
| \| 1 \| Jule Niemeier \| 4 \| 4 \| \| \| 1 \| Emma Raducanu \| 6 \| 6 \| \| \| 2 \| Laura Siegemund \| 1 \| 2 \| \| \| 2 \| Katie Boulter \| 6 \| 6 \| \| \| 3 \| Anna-Lena Friedsam / Tatjana Maria \| No \| \| \| \| 3 \| Olivia Nicholls / Heather Watson \| jugado \| \| \| |                                    |          |   |   |              |                         |
| 1 | Jule Niemeier                      | 4        | 4 |   |              |                         |
| 1 | Emma Raducanu                      | 6        | 6 |   |              |                         |
| 2 | Laura Siegemund                    | 1        | 2 |   |              |                         |
| 2 | Katie Boulter                      | 6        | 6 |   |              |                         |
| 3 | Anna-Lena Friedsam / Tatjana Maria | No       |   |   |              |                         |
| 3 | Olivia Nicholls / Heather Watson   | jugado   |   |   |              |                         |

#### Eslovaquia vs. Estados Unidos
| | Bandera de Eslovaquia                   | Eslovaquia | 2 | 1    | Estados Unidos | Bandera de Estados Unidos |
| --- | --------------------------------------- | ---------- | - | ---- | -------------- | ------------------------- |
| Martin Carpena Arena, Málaga, España 14 de noviembre de 2024 Dura (bajo techo) |                                         |            |   |      |                |                           |
| \| 1 \| Renáta Jamrichová \| 5 \| 4 \| \| \| 1 \| Taylor Townsend \| 7 \| 6 \| \| \| 2 \| Rebecca Šramková \| 6 \| 7 \| \| \| 2 \| Danielle Collins \| 2 \| 5 \| \| \| 3 \| Viktória Hrunčáková / Tereza Mihalíková \| 6 \| 3 \| [10] \| \| 3 \| Ashlyn Krueger / Taylor Townsend \| 3 \| 6 \| [8] \| |                                         |            |   |      |                |                           |
| 1 | Renáta Jamrichová                       | 5          | 4 |      |                |                           |
| 1 | Taylor Townsend                         | 7          | 6 |      |                |                           |
| 2 | Rebecca Šramková                        | 6          | 7 |      |                |                           |
| 2 | Danielle Collins                        | 2          | 5 |      |                |                           |
| 3 | Viktória Hrunčáková / Tereza Mihalíková | 6          | 3 | [10] |                |                           |
| 3 | Ashlyn Krueger / Taylor Townsend        | 3          | 6 | [8]  |                |                           |

#### España vs. Polonia
| | Bandera de España                | España | 0  | 2 | Polonia | Bandera de Polonia |
| --- | -------------------------------- | ------ | -- | - | ------- | ------------------ |
| Martin Carpena Arena, Málaga, España 15 de noviembre de 2024 Dura (bajo techo) |                                  |        |    |   |         |                    |
| \| 1 \| Sara Sorribes \| 6 \| 6 \| 4 \| \| 1 \| Magda Linette \| 78 \| 2 \| 6 \| \| 2 \| Paula Badosa \| 3 \| 7 \| 1 \| \| 2 \| Iga Świątek \| 6 \| 65 \| 6 \| \| 3 \| Marina Bassols / Jéssica Bouzas \| No \| \| \| \| 3 \| Magdalena Fręch / Katarzyna Kawa \| jugado \| \| \| |                                  |        |    |   |         |                    |
| 1 | Sara Sorribes                    | 6      | 6  | 4 |         |                    |
| 1 | Magda Linette                    | 78     | 2  | 6 |         |                    |
| 2 | Paula Badosa                     | 3      | 7  | 1 |         |                    |
| 2 | Iga Świątek                      | 6      | 65 | 6 |         |                    |
| 3 | Marina Bassols / Jéssica Bouzas  | No     |    |   |         |                    |
| 3 | Magdalena Fręch / Katarzyna Kawa | jugado |    |   |         |                    |

#### Japón vs. Rumanía
| | Bandera de Japón                       | Japón | 2  | 1 | Rumanía | Bandera de Rumania |
| --- | -------------------------------------- | ----- | -- | - | ------- | ------------------ |
| Martin Carpena Arena, Málaga, España 14 de noviembre de 2024 Dura (bajo techo) |                                        |       |    |   |         |                    |
| \| 1 \| Nao Hibino \| 2 \| 4 \| \| \| 1 \| Ana Bogdan \| 6 \| 6 \| \| \| 2 \| Ena Shibahara \| 6 \| 7 \| \| \| 2 \| Jaqueline Cristian \| 4 \| 62 \| \| \| 3 \| Shuko Aoyama / Eri Hozumi \| 6 \| 7 \| \| \| 3 \| Monica Niculescu / Elena-Gabriela Ruse \| 1 \| 5 \| \| |                                        |       |    |   |         |                    |
| 1 | Nao Hibino                             | 2     | 4  |   |         |                    |
| 1 | Ana Bogdan                             | 6     | 6  |   |         |                    |
| 2 | Ena Shibahara                          | 6     | 7  |   |         |                    |
| 2 | Jaqueline Cristian                     | 4     | 62 |   |         |                    |
| 3 | Shuko Aoyama / Eri Hozumi              | 6     | 7  |   |         |                    |
| 3 | Monica Niculescu / Elena-Gabriela Ruse | 1     | 5  |   |         |                    |

### Cuartos de final

#### Canadá vs. Gran Bretaña
| | Bandera de Canadá                     | Canadá | 0 | 2 | Gran Bretaña | Bandera del Reino Unido |
| --- | ------------------------------------- | ------ | - | - | ------------ | ----------------------- |
| Martin Carpena Arena, Málaga, España 17 de noviembre de 2024 Dura (bajo techo) |                                       |        |   |   |              |                         |
| \| 1 \| Rebecca Marino \| 0 \| 5 \| \| \| 1 \| Emma Raducanu \| 6 \| 7 \| \| \| 2 \| Leylah Fernandez \| 2 \| 4 \| \| \| 2 \| Katie Boulter \| 6 \| 6 \| \| \| 3 \| Gabriela Dabrowski / Leylah Fernandez \| No \| \| \| \| 3 \| Olivia Nicholls / Heather Watson \| jugado \| \| \| |                                       |        |   |   |              |                         |
| 1 | Rebecca Marino                        | 0      | 5 |   |              |                         |
| 1 | Emma Raducanu                         | 6      | 7 |   |              |                         |
| 2 | Leylah Fernandez                      | 2      | 4 |   |              |                         |
| 2 | Katie Boulter                         | 6      | 6 |   |              |                         |
| 3 | Gabriela Dabrowski / Leylah Fernandez | No     |   |   |              |                         |
| 3 | Olivia Nicholls / Heather Watson      | jugado |   |   |              |                         |

#### Australia vs. Eslovaquia
| | Bandera de Australia                    | Australia | 0  | 2 | Eslovaquia | Bandera de Eslovaquia |
| --- | --------------------------------------- | --------- | -- | - | ---------- | --------------------- |
| Martin Carpena Arena, Málaga, España 17 de noviembre de 2024 Dura (bajo techo) |                                         |           |    |   |            |                       |
| \| 1 \| Kimberly Birrell \| 5 \| 7 \| 3 \| \| 1 \| Viktória Hrunčáková \| 7 \| 64 \| 6 \| \| 2 \| Ajla Tomljanović \| 1 \| 2 \| \| \| 2 \| Rebecca Šramková \| 6 \| 6 \| \| \| 3 \| Ellen Perez / Daria Saville \| No \| \| \| \| 3 \| Viktória Hrunčáková / Tereza Mihalíková \| jugado \| \| \| |                                         |           |    |   |            |                       |
| 1 | Kimberly Birrell                        | 5         | 7  | 3 |            |                       |
| 1 | Viktória Hrunčáková                     | 7         | 64 | 6 |            |                       |
| 2 | Ajla Tomljanović                        | 1         | 2  |   |            |                       |
| 2 | Rebecca Šramková                        | 6         | 6  |   |            |                       |
| 3 | Ellen Perez / Daria Saville             | No        |    |   |            |                       |
| 3 | Viktória Hrunčáková / Tereza Mihalíková | jugado    |    |   |            |                       |

#### República Checa vs. Polonia
| | Bandera de República Checa          | República Checa | 1 | 2 | Polonia | Bandera de Polonia |
| --- | ----------------------------------- | --------------- | - | - | ------- | ------------------ |
| Martin Carpena Arena, Málaga, España 16 de noviembre de 2024 Dura (bajo techo) |                                     |                 |   |   |         |                    |
| \| 1 \| Marie Bouzková \| 6 \| 4 \| 6 \| \| 1 \| Magdalena Fręch \| 1 \| 6 \| 4 \| \| 2 \| Linda Nosková \| 64 \| 6 \| 5 \| \| 2 \| Iga Świątek \| 7 \| 4 \| 7 \| \| 3 \| Marie Bouzková / Kateřina Siniaková \| 2 \| 4 \| \| \| 3 \| Katarzyna Kawa / Iga Świątek \| 6 \| 6 \| \| |                                     |                 |   |   |         |                    |
| 1 | Marie Bouzková                      | 6               | 4 | 6 |         |                    |
| 1 | Magdalena Fręch                     | 1               | 6 | 4 |         |                    |
| 2 | Linda Nosková                       | 64              | 6 | 5 |         |                    |
| 2 | Iga Świątek                         | 7               | 4 | 7 |         |                    |
| 3 | Marie Bouzková / Kateřina Siniaková | 2               | 4 |   |         |                    |
| 3 | Katarzyna Kawa / Iga Świątek        | 6               | 6 |   |         |                    |

#### Italia vs. Japón
| | Bandera de Italia             | Italia | 2 | 1 | Japón | Bandera de Japón |
| --- | ----------------------------- | ------ | - | - | ----- | ---------------- |
| Martin Carpena Arena, Málaga, España 16 de noviembre de 2024 Dura (bajo techo) |                               |        |   |   |       |                  |
| \| 1 \| Elisabetta Cocciaretto \| 6 \| 4 \| 4 \| \| 1 \| Ena Shibahara \| 3 \| 6 \| 6 \| \| 2 \| Jasmine Paolini \| 6 \| 6 \| \| \| 2 \| Moyuka Uchijima \| 3 \| 4 \| \| \| 3 \| Sara Errani / Jasmine Paolini \| 6 \| 6 \| \| \| 3 \| Shuko Aoyama / Eri Hozumi \| 3 \| 4 \| \| |                               |        |   |   |       |                  |
| 1 | Elisabetta Cocciaretto        | 6      | 4 | 4 |       |                  |
| 1 | Ena Shibahara                 | 3      | 6 | 6 |       |                  |
| 2 | Jasmine Paolini               | 6      | 6 |   |       |                  |
| 2 | Moyuka Uchijima               | 3      | 4 |   |       |                  |
| 3 | Sara Errani / Jasmine Paolini | 6      | 6 |   |       |                  |
| 3 | Shuko Aoyama / Eri Hozumi     | 3      | 4 |   |       |                  |

### Semifinales

#### Gran Bretaña vs. Eslovaquia
| | Bandera del Reino Unido                 | Gran Bretaña | 1 | 2 | Eslovaquia | Bandera de Eslovaquia |
| --- | --------------------------------------- | ------------ | - | - | ---------- | --------------------- |
| Martin Carpena Arena, Málaga, España 19 de noviembre de 2024 Dura (bajo techo) |                                         |              |   |   |            |                       |
| \| 1 \| Emma Raducanu \| 6 \| 6 \| \| \| 1 \| Viktória Hrunčáková \| 4 \| 4 \| \| \| 2 \| Katie Boulter \| 6 \| 4 \| 4 \| \| 2 \| Rebecca Šramková \| 2 \| 6 \| 6 \| \| 3 \| Olivia Nicholls / Heather Watson \| 2 \| 2 \| \| \| 3 \| Viktória Hrunčáková / Tereza Mihalíková \| 6 \| 6 \| \| |                                         |              |   |   |            |                       |
| 1 | Emma Raducanu                           | 6            | 6 |   |            |                       |
| 1 | Viktória Hrunčáková                     | 4            | 4 |   |            |                       |
| 2 | Katie Boulter                           | 6            | 4 | 4 |            |                       |
| 2 | Rebecca Šramková                        | 2            | 6 | 6 |            |                       |
| 3 | Olivia Nicholls / Heather Watson        | 2            | 2 |   |            |                       |
| 3 | Viktória Hrunčáková / Tereza Mihalíková | 6            | 6 |   |            |                       |

#### Polonia vs. Italia
| | Bandera de Polonia            | Polonia | 1  | 2 | Italia | Bandera de Italia |
| --- | ----------------------------- | ------- | -- | - | ------ | ----------------- |
| Martin Carpena Arena, Málaga, España 18 de noviembre de 2024 Dura (bajo techo) |                               |         |    |   |        |                   |
| \| 1 \| Magda Linette \| 4 \| 63 \| \| \| 1 \| Lucia Bronzetti \| 6 \| 7 \| \| \| 2 \| Iga Świątek \| 3 \| 6 \| 6 \| \| 2 \| Jasmine Paolini \| 6 \| 4 \| 4 \| \| 3 \| Katarzyna Kawa / Iga Świątek \| 5 \| 5 \| \| \| 3 \| Sara Errani / Jasmine Paolini \| 7 \| 7 \| \| |                               |         |    |   |        |                   |
| 1 | Magda Linette                 | 4       | 63 |   |        |                   |
| 1 | Lucia Bronzetti               | 6       | 7  |   |        |                   |
| 2 | Iga Świątek                   | 3       | 6  | 6 |        |                   |
| 2 | Jasmine Paolini               | 6       | 4  | 4 |        |                   |
| 3 | Katarzyna Kawa / Iga Świątek  | 5       | 5  |   |        |                   |
| 3 | Sara Errani / Jasmine Paolini | 7       | 7  |   |        |                   |

### Final

#### Eslovaquia vs. Italia
| | Bandera de Eslovaquia                   | Eslovaquia | 0 | 2 | Italia | Bandera de Italia |
| --- | --------------------------------------- | ---------- | - | - | ------ | ----------------- |
| Martin Carpena Arena, Málaga, España 20 de noviembre de 2024 Dura (bajo techo) |                                         |            |   |   |        |                   |
| \| 1 \| Viktória Hrunčáková \| 2 \| 4 \| \| \| 1 \| Lucia Bronzetti \| 6 \| 6 \| \| \| 2 \| Rebecca Šramková \| 2 \| 1 \| \| \| 2 \| Jasmine Paolini \| 6 \| 6 \| \| \| 3 \| Viktória Hrunčáková / Tereza Mihalíková \| No \| \| \| \| 3 \| Sara Errani / Jasmine Paolini \| jugado \| \| \| |                                         |            |   |   |        |                   |
| 1 | Viktória Hrunčáková                     | 2          | 4 |   |        |                   |
| 1 | Lucia Bronzetti                         | 6          | 6 |   |        |                   |
| 2 | Rebecca Šramková                        | 2          | 1 |   |        |                   |
| 2 | Jasmine Paolini                         | 6          | 6 |   |        |                   |
| 3 | Viktória Hrunčáková / Tereza Mihalíková | No         |   |   |        |                   |
| 3 | Sara Errani / Jasmine Paolini           | jugado     |   |   |        |                   |